# ジョン・メーヨー
ジョン・メーヨー（John Mayow、1640年5月24日 - 1679年9月）は、イギリスの医者・化学者・生理学者。

## 業績
暗赤色の血液が空気にふれるとあざやかな赤色になることから、空気中に特殊な物質、つまり酸素があることを唱えた。それこそが血液中の燃える物質と化合し、熱を発生して生命を保つと主張したが、世人には理解されなかった。メーヨーの説は約100年後に、アントワーヌ・ラヴォアジエやジョゼフ・プリーストリーによって認められた。1678年王立協会フェロー選出。